# Raven (groupe)
Pour les articles homonymes, voir Raven.
Raven est un groupe de heavy metal britannique, originaire de Newcastle, en Angleterre. Il est formé en 1974 par les frères John et Mark Gallagher. De par sa précocité, sa longévité et l’étendue de sa discographie, le groupe est considéré comme l’un des pères fondateurs et principaux acteurs de la NWOBHM au côté de Iron Maiden, Def Leppard, Saxon, Venom, Tygers Of Pan Tang, Samson, Girlschool ou Tank.
En 1979, prenant définitivement la forme d’un power trio, le groupe développe un style énergique et rapide basé sur un chant agressif et suraigu, des morceaux courts aux rythmes complexes et syncopés. À ce titre, Raven, qui dès les origines qualifie son style d’« athletic rock », est l’un des groupes précurseurs du speed metal (futur thrash metal) qui se développe dès 1983 aux États-Unis. Il est d’ailleurs l’un des rares groupes du mouvement NWOBHM à avoir tourné intensivement aux États-Unis, à avoir été classé dans les Charts U.S. et à avoir signé sur une Major. Enfin, le groupe est connu pour ses prestations scéniques particulièrement sportives et pour son spectaculaire premier batteur, Rob « Wacko » Hunter (N.B. : « Wacko » signifie « excentrique » ou « dingue » en argot anglais), qui montait sur scène casqué, en tenue de hockey sur glace.

## Biographie

### Débuts (1974-1979)
Raven est formé en 1974 à Newcastle sous la forme d’un quatuor composé de Mark Gallagher (guitare), de son frère John Gallagher (basse, chant) et d’un de leurs amis batteur (parmi les nombreux batteurs qui ont joué avec Raven on compte Sean Taylor, futur membre de Satan et de Blitzkrieg) ; épisodiquement, le line-up est renforcé par un second guitariste à chaque fois différent. Le groupe, qui monte pour la première fois sur scène en 1975, est alors largement influencé par les géants du rock, du rock progressif, du blues rock et du hard rock anglais – parfois américain - des années 1970 (Montrose, Blue Öyster Cult, Cheap Trick, UK, Emerson, Lake & Palmer, Free, Status Quo, Led Zeppelin, Black Sabbath, Deep Purple, Budgie, Slade, Sweet Queen, The Groundhogs et surtout Judas Priest). Entre 1975 et 1979, en pleine période punk, le groupe écume les gymnases, les clubs et fait la première partie des groupes punk du moment (The Stranglers, The Motors) . En 1979, les frères Gallagher stabilisent leur groupe et font définitivement de Raven un trio en recrutant le batteur Rob « Wacko » Hunter. La fin des années 1970 voit l’explosion de la NWOBHM qui modifie considérablement le paysage musical anglais. Les groupes affiliés au genre sont de plus en plus nombreux, les DJ’s découvreurs de talents prennent de l’envergure, certains clubs se spécialisent en devenant des lieux de concerts essentiels et plusieurs labels signent les jeunes groupes prometteurs. Raven, qui s’inscrit totalement dans cette mouvance, multiplie les concerts et finit par décrocher son premier contrat avec le label indépendant Neat Records (Venom, Tygers Of Pan Tang, White Spirit, Fist, Blitzkrieg, Jaguar…).

### Période Neat (1979-1983)
Raven entre à l’Impulse Studio de Newcastle, y enregistre son premier single Don’t Need Your Money / Wiped Out qui sort chez Neat en 1980. Le groupe est repéré par la Major MCA et est sollicité pour la compilation Brute Force pour laquelle il enregistre le titre Let It Rip. Le temps est venu d’enregistrer le premier véritable album, Rock Until You Drop qui est enregistré en 6 jours à l'Impulse Studio sous la direction de Steve Thompson. Les moyens sont très maigres, le matériel sommaire et, à peu de chose près, l’album est enregistré live. Pourtant le résultat est extraordinaire et l’album reste une référence majeure dans l’histoire de la NWOBHM. Avant la sortie de l’album sort un titre inédit, Inquisitor, sur la compilation Neat Lead Weight. Rock Until You Drop connaît un véritable succès, reçoit 5 étoiles dans le magazine Sounds et fait l’objet d’une critique dithyrambique de Geoff Barton. Il monte jusqu’à la 63e position dans les charts britanniques. L'album est accompagné d'un single, Hard Ride / Crazy World. Raven participe alors le 29 janvier 1982 à la légendaire émission Friday Rock Show de la BBC.
Raven entre à nouveau à l’Impulse Studio pour enregistrer son deuxième album Wiped Out et l’EP Crash Bang Wallop qui sous ses trois formes différentes regroupe 3 titres inédits (Crash Bang Wallop, Rock Hard, Run them Down) et un titre de Wiped Out (« Fire Power »). Tout est enregistré, mixé et en partie composé en 6 jours sous la direction de Keith Nicol. L’album sort en 1982 et une nouvelle fois les critiques sont excellentes. Dans Kerrang!, Chris Welch compare Wiped Out à un véritable « missile ». Pourtant la production de l’album qui reste faible pousse le groupe à chercher un nouveau producteur et un nouveau studio.
Le groupe qui gagne en popularité, séduit par la très bonne production des derniers Great White et Accept, s’adjoint les services du producteur Michael Wagener (Great White, Accept, Dokken, Mötley Crüe…) et du chanteur d’Accept Udo Dirkschneider. Le troisième album All For One (qui devait initialement s’appeler Athletic Rock) est enregistré et mixé en une quinzaine de jours aux Studios Pineapple de Londres ; il sort chez Neat en 1983. Outre le principal single, "Break The Chain", John Gallagher et Udo Dirkschneider partagent le chant sur une violente reprise de "Born to Be Wild", l'hymne des Steppenwolf. Par la suite, des rumeurs prétendant que Udo Dirkschneider a quitté Accept pour Raven seront démenties par les frères Gallagher et, par voie de presse, par Udo Dirkschneider lui-même. En France, l'album et les singles sont très bien critiqués. Enfer Magazine voit en All for One un album "grandiose", un single bourrée "d'énergie" et de "sauvagerie" et un groupe métamorphosé par l'arrivée de Udo Dirkschneider à la production. Pour la première fois, Raven, qui bénéficie enfin d'un budget suffisant, a pu éviter de travailler dans l'urgence en soignant le travail de composition et de production. Le résultat est un album un peu plus lent, plus propre et un peu moins spontané mais que les critiques estimeront plus abouti.

### Émergence d'un style
Même si le style NWOBHM est difficile à déterminer de par l’hétérogénéité du mouvement, Raven est souvent considéré comme un groupe particulièrement original. Par ses prestations scéniques, son attitude en studio et sa recherche musicale, le groupe a su créer son identité propre ; ce qu’on pourrait appeler « le style Raven ».
Sur scène, Raven fait preuve d’énormément d’énergie et développe un caractère excessif à la folie. Mark Gallagher est souvent comparé à Angus Young tant il extériorise son enthousiasme ; de même, John Gallagher doit porter un casque micro afin de garder sa liberté de mouvement. Enfin, c’est le batteur Rob « Wacko » Hunter qui a un rôle prépondérant dans l’imagerie excentrique du groupe. Il a l’habitude de monter sur scène en tenue de hockey sur glace, frappe ses cymbales avec son casque, joue avec les effets pyrotechniques. Ses parties de batterie complexes hyper syncopées se prêtent particulièrement à ce jeu de scène « athlétique ». Le groupe qualifiera d’ailleurs son style musical et visuel d’« athletic rock ».
Enfin, à l’image de The Who 15 ans auparavant, les musiciens de Raven sont connus pour casser énormément de matériel pendant leurs concerts : ainsi ils reprennent le flambeau des groupes précurseurs et pionniers du hard rock qui, à la puissance de leur musique, associaient souvent la « violence visuelle » de leurs prestations scéniques. Cependant cette violence n’est jamais agressive mais définie par les musiciens de Raven comme l’expression d’une « énergie positive ». Les frères Gallagher refusent de se prendre au sérieux, prônent la simplicité, la bonne humeur et prétendent vouloir la transmettre à leur auditoire. Les trois musiciens sont perçus comme des personnes sympathiques à l’humour extrêmement développé, d’une énergie débordante et hilarante. Les producteurs Steve Thompson et Michael Wagener soulignent tous les deux que travailler en studio avec Raven avait été pour eux une expérience unique de drôlerie et d’originalité.
Musicalement parlant et bien que faisant partie de la NWOBHM, Raven est souvent considéré comme l’un des groupes initiateurs du speed metal et précurseurs du thrash metal. Des groupes comme Metallica, Kreator ou Dark Angel revendiquent ouvertement cette filiation. On retrouve en effet dans les 3 premiers albums, et plus particulièrement dans Wiped Out, des caractéristiques qui seront empruntées par les groupes de thrash metal dans la deuxième partie des années 80 : chant rugissant et rythmique, tempo généralement élevé des morceaux, utilisation systématique de la double grosse caisse, riffs saccadés et énergiques, soli rapides et parfois dissonants avec usage récurrent du vibrato et des harmoniques, guitares rythmiques très saturées… Raven est, par excellence, un groupe de transition entre les fondations posées par le genre NWOBHM de 1979 et 1983 et le heavy metal de la génération suivante. John Zazula, grand producteur et découvreur de talent sur la scène thrash metal (Megadeth, Anthrax, Overkill, Slayer, Exodus, Testament…) ne s’y trompe pas en offrant à Raven son premier contrat aux États-Unis.

### Période Megaforce (1984)
Après l’incroyable succès de Def Leppard aux États-Unis, nombre de groupes issus de la scène anglaise rêvent de l’Eldorado américain ; quitte à édulcorer leur genre musical. Aucun d’entre eux (hormis Def Leppard et dans une moindre mesure Iron Maiden) n’a jamais réussi aux États-Unis. Tank et Angel Witch s’y sont enterrés pour s’y dissoudre, Saxon y a perdu ses fans en assagissant son style… Entre 1981 et 1983, le groupe sillonne l’Angleterre en compagnie de divers groupes de référence : Whitesnake, Iron Maiden, Ozzy Osbourne, Budgie, Motörhead… La tournée avec Girlschool qui précède la sortie de Wiped Out - le Screaming Blue Murder Tour - s’étale sur 22 dates.
Par la suite, Raven fait ses premiers pas aux États-Unis en 1982 à l’occasion de 6 dates avec Anvil et Accept et décide de s’attaquer sérieusement au marché américain dès 1983 en organisant une tournée de 7 semaines et d'une trentaine de dates qui traverse les États-Unis d’est en ouest. Leur première partie est assurée par un jeune groupe qui est la sensation du moment et dont le premier album Kill ‘em All vient de sortir : Metallica. La tournée en question s’appelle le « Kill ‘em All For One Tour » ; s’agissant de la première tournée véritable de Metallica et de la première tournée importante organisée par un label indépendant, elle restera comme une des tournées mythiques de l’histoire du hard rock. L'année suivante, après avoir accompagné Judas Priest en Europe, Raven repart sur les routes américaines en compagnie d'Anthrax.
Dès 1984, le groupe s’installe à New York, décide de tourner intensivement aux États-Unis et, en envisageant une nouvelle orientation musicale, Raven ne cache pas ses ambitions américaines. Le groupe achève d’honorer son contrat avec Neat en proposant le double live Live at the Inferno enregistré pendant le Kill’em All For One Tour et, en parallèle, signe avec John Zazula du label thrash Megaforce Records. Ce live est le testament artistique du Raven « première période ». Encensé par Enfer Magazine et surtout par Hard Rock Magazine qui affirme qu'il s'agit « certainement du meilleur double live depuis No Sleep 'til Hammersmith de Motörhead », il est régulièrement cité dans la presse métal française parmi les meilleurs albums live de heavy metal jamais sortis. Par l’intermédiaire de John Zazula qui semble croire fermement au potentiel commercial du groupe, Raven décroche un contrat prometteur avec Atlantic Records. Ce contrat américain est évidemment une fantastique opportunité de réussite, d'autant plus que le public d'outre-Atlantique semble être conquis.

### Période Atlantic (1985)
Le premier album de l’ère Atlantic sort en 1985 et est intitulé Stay Hard; il reste aujourd'hui le plus gros succès commercial du groupe. Il est enregistré et mixé à New York par le producteur de All for One, Michael Wagener. Hunter et les frères Gallagher tiennent cependant à le produire eux-mêmes. Le style Raven a sans conteste beaucoup évolué. Les morceaux sont plus compacts, plus simples, les structures sont moins alambiquées, le tempo s’est ralenti et l’accent est mis sur l’efficacité des refrains. Le son est plus propre et s’est sensiblement américanisé. Le but recherché est de produire 4 ou 5 morceaux susceptibles de devenir des singles. L’ensemble reste néanmoins très orienté metal et n’est pas en rupture totale avec les albums précédents.
Le premier single de l'album, On and On, devient un hit relatif aux États-Unis et Stay Hard monte à la 81e position dans les Charts U.S.. Le premier clip vidéo tourné par le groupe pour accompagner ce single dévoile le nouveau style adopté par Raven : leurs influences Glam y sont plus présentes que jamais. S'inspirant des Kiss et autres Slade, Raven mise sur un look excentrique mélangeant le « sportif » (collants, bandeaux et bracelets-éponge, épaulettes et coquilles de protection...) et le glam (paillettes, tenues très colorées, maquillage, coiffures extravagantes...). Progressivement, ce décalage entre un look très « américanisé » et un genre musical toujours trop metal pour le grand public va jouer en leur défaveur en en faisant pour les uns un groupe métal qui a « trahi » et, pour les autres, un faux groupe de rock variété trop agressif pour être classé "F.M.". Toujours est-il que le clip en question est régulièrement programmé sur MTV et que les singles de l'album sont très présents sur les ondes F.M. américaines.
La presse française offre un accueil mitigé à cette nouvelle approche musicale. Pour Enfer Magazine ce contrat chez Atlantic a dénaturé le « style Raven » en le « purgeant de toute animosité » et en le vidant de sa spontanéité ; le marketing US aurait poussé le groupe à des « concessions aux lois du marché. » Pour Hard Rock Magazine, Raven « gagne en maturité et en précision » en composant des « hymnes », des « brûlots », remplis « d'énergie », de « riffs d'enfer », de « solos incandescents », faisant la part belle aux refrains « pris en chœur. » Le travail vocal de John Gallagher y est particulièrement apprécié, celui-ci préférant dorénavant les refrains travaillés aux chants sauvages et « hurlés ». Cette différence d'appréciation entre les deux magazines est bien représentative du virage artistique et parfois déstabilisant qu'a entrepris le groupe. Metal Attack fera une synthèse très positive de ces deux approches en reconnaissant que « ce n'est plus le style fou-fou des premiers albums » mais que "Raven reste (...) un groupe à sensations fortes", Stay Hard étant « le digne successeur de All for One » et que malgré l'américanisation du son, le style reste "inaltéré".

### Désillusion (1986-1987)
Le bon classement de Stay Hard dans les charts U.S. encourage Raven a pousser plus loin, aussi bien au niveau musical qu'esthétique, sa métamorphose « glam » ; Atlantic qui sent la « bonne affaire » encourage d'ailleurs vivement le groupe à prendre une direction nettement plus commerciale. Pour l'enregistrement de leur nouvel album prévu courant 1986 et pour le travail de production, ils font appel à Eddie Kramer, immense professionnel de la production, qui a travaillé entre autres pour Jimi Hendrix, Kiss, Led Zeppelin ou AC/DC. Huit semaines de travail intensif au Bearsville Studio de New York sont nécessaires au groupe pour accoucher de The Pack Is Back; cet album étant censé mener Raven à la consécration. Le travail de production est en effet considérable en comparaison à celui des albums précédents. Les guitares-synthétiseurs prennent de plus en plus de place, le son de batterie gonflé est noyé de réverbération, les arrangements de cuivres se multiplient et le style lui-même est profondément modifié voire difficilement définissable. Raven introduit dorénavant des sonorités empruntées au glam metal, au glam rock, au rhythm and blues et même au reggae ou à Motown. Le single de l'album sera d'ailleurs une reprise du Spencer Davis Group, le fameux titre Gimme Some Lovin' rendu très populaire quelques années auparavant par les Blues Brothers dans le film du même nom. Cependant, Atlantic qui avait confié à Eddie Kramer la tâche d'aller encore plus loin dans l'approche commerciale n'aurait paradoxalement pas assumé le travail de promotion qui aurait permis à l'album de se vendre réellement. Ainsi, le clip vidéo initialement prévu pour accompagner le single est annulé à la dernière minute.
La presse européenne dans son ensemble, irritée par cette nouvelle attitude et par l'imagerie plus extravagante que jamais développée par le groupe [réf. nécessaire] (la pochette même de l'album témoigne de ce profond virage artistique et esthétique), étrille l'album dès sa sortie. La presse française est unanimement enthousiaste. Enfer Magazine et Hard Rock Magazine lui réservent en effet un très bon accueil et ne semblent pas partager les réserves de leurs confrères européens. L'ambition du groupe et de son label étant dorénavant exclusivement américaine, ces critiques n'ont finalement que peu d'importance immédiate. Par ailleurs, aucune tournée européenne n'est programmée, le groupe préférant sillonner les États-Unis en compagnie de Judas Priest. Pourtant, The Pack Is Back ne connait pas le même succès que Stay Hard en se hissant seulement à la 121e place dans les charts U.S..
À partir de The Pack is Back, l'ambiance dans le groupe se dégrade peu à peu. Les musiciens sont tiraillés entre la possibilité de réussir (au risque assumé de définitivement quitter la scène heavy metal) et leur attachement viscéral aux véritables racines musicales du groupe. En effet, Raven semble désespérément chercher le juste milieu entre metal et rock à succès. Peut-être essayent-ils alors -après avoir assez largement dévié de leur genre originel- de rectifier leur récente orientation lorsque fin 1986 est enregistré le mini L.P. Mad en prévision d'une tournée en compagnie de Twisted Sister. En effet, même si la production reste extrêmement propre et soignée, le résultat est bien plus simple et efficace que l'ambiance parfois pompeuse qui régnait sur The Pack Is Back. Le morceau ''Speed of the Reflex qui entame l'album illustre parfaitement le retour du genre syncopé, alambiqué et énergique propre aux premières réalisation du groupe (Speed of the Reflex reste un morceau référence toujours joué en live actuellement). Enfer Magazine souligne que Mad est, à ce titre, « un mélange de rock ultra énergique et d'intelligence. »
Néanmoins ce nouvel équilibre retrouvé ne satisfait toujours pas les frères Gallagher. Avec Life's A Bitch qui sort en 1987, Raven entérine son suicide commercial au risque de s'attirer les foudres d'Atlantic. N'assumant plus l'image du groupe et abandonnant l'idée de plaire à un certain type de public, Raven rompt définitivement avec le rock "dansant" ou même "joyeux" de ses trois précédents enregistrements. Produit par eux-mêmes et enregistré par l'ingénieur assistant de The Pack Is Back, Chris Isca, Life's A Bitch -même si le son Atlantic est toujours présent- est dénué de tout arrangement sophistiqué ou synthétique. Les titres sont directs, simples, de structure « classique » et marqués d'une agressivité retrouvée voire d'une certaine sobriété plutôt sombre. La presse française qui avait apprécié le nouveau visage du groupe le regrette. Hard Rock Magazine note effectivement que le son est devenu « plus rugueux » mais que « l'énergie » n'est plus la même. En prenant ce chemin opposé, Raven qui a déjà perdu sa renommée européenne perd également toute chance de conquérir l'Amérique. Plusieurs dates en compagnie de W.A.S.P. et Slayer n'y changeront rien.
Finalement, les tensions nées à l'époque de The Pack Is Back s'amplifient jusqu'à la dislocation inévitable du groupe. Ainsi, fin 1987, Rob "Wacko" Hunter quitte définitivement Raven. Alors que les frères Gallagher souhaitaient un retour au metal pur et dur, Rob Hunter était dès l'origine partisan de la transformation radicale de Raven en grosse machine américanisée. Déçu de voir les frères Gallagher faire marche arrière, il décide de se consacrer à sa vie de famille et de se réorienter vers une carrière dans l'enregistrement et la production. À partir de 1987, il travaille comme ingénieur du son assistant pour les groupes de thrash metal de l'écurie Mégaforce / Atlantic : Vio-lence, Testament, Overkill, M.O.D., Pro-Pain. Par la suite, il s'éloignera du metal pour travailler avec des artistes comme Branford Marsalis ou Harry Connick Jr.
Finalement, Atlantic, qui abandonne tout espoir de voir un jour Raven aux sommets des Charts, rompt leur contrat. C'est la fin du rêve américain, ce qui reste de Raven doit se mettre en quête d'un nouveau batteur et d'un nouveau label.

### Transition Combat Records (1988)
Pour pallier la défection de Rob « Wacko » Hunter, les frères Gallagher, sans perdre de temps, font appel au batteur américain Joe Hasselvander qui s'est précédemment illustré avec Pentagram, The Boyz, Phantom Lord et Devil Childe. Celui-ci était devenu un ami proche dès l'arrivée du groupe à New York. C'est un Raven revigoré qui décroche rapidement un nouveau contrat avec le label Combat Records et qui entame la conception de son septième album Nothing Exceeds Like Excess. Le soutien financier et logistique de Combat Records étant quasi inexistant, l'album est produit avec très peu de moyens. La production est donc assez sommaire mais néanmoins efficace ; John Gallagher précise d'ailleurs que le mastering de l'édition Combat d'origine était extrêmement mauvais et que la récente réédition de l'album chez Century Media est d'une qualité nettement supérieure[réf. nécessaire].

### Années 2000 et 2010
Le groupe enregistre et tourne jusqu'en 2001, lorsqu'un mur frappe le guitariste Mark Gallagher aux jambes. Raven se met en pause pendant quatre ans, entre 2001 et 2004, pendant la convalescence du guitariste. Quelques concerts sont effectués en 2004 avec Mark au nord-est des États-Unis dans un fauteuil roulant. Après plusieurs apparitions en Europe (Bloodstock Open Air au Royaume-Uni en 2005, Keep it True en Allemagne en 2005, Bang Your Head !!! en Allemagne en 2006), le groupe se lance sur son nouvel album Walk Through Fire, initialement publié au Japon par King Records en 2009, puis signant une distribution en 2010 en Europe avec SPV et en Amérique du Nord avec Metal Blade.
En 2013 sort le DVD Rock Until You Drop - A Long Day's Journey, édité par Mark Gallagher avec Lars Ulrich, Dee Snider, Dave Ellefson, Chuck Billy, Jon Zazula, Chris Jericho, etc.

## Discographie

### Albums studio
- 1981 : Rock Until You Drop
- 1982 : Wiped Out
- 1983 : All for One
- 1985 : Stay Hard
- 1986 : The Pack is Back
- 1987 : Life’s a Bitch
- 1988 : Nothing Exceeds Like Excess
- 1991 : Architect of Fear
- 1994 : Glow
- 1997 : Everything Louder
- 2000 : One for All
- 2009 : Walk Through Fire
- 2015 : ExtermiNation
- 2020 : Metal City
- 2023 : All Hell's Breaking Loose

### Albums live
- 1984 : Live at the Inferno
- 1996 : Destroy All Monsters / Live in Japan
- 2019 : Screaming Murder Death from Above: Live in Aalborg

### Singles, EP et mini-albums
- 1980 : Don’t Need Your Money / Wiped Out (single)
- 1981 : Hard Ride / Crazy World (single)
- 1982 : Crash Bang Wallop / Rock Hard / Run Them Down / Fire Power (EP)
- 1982 : Crash Bang Wallop / Rock Hard (single)
- 1982 : Crash Bang Wallop / Run them Down (single promotionnel italien)
- 1983 : Break The chain / The Ballad of Marshall Stack (single)
- 1983 : Born to be Wild / Inquisitor (single)
- 1983 : Born to be Wild / Inquisitor (single)
- 1983 : ''Break the chain / Born To Be Wild / Inquisitor (EP)
- 1984 : On and On / On and On (single promo)
- 1985 : Pray For the Sun / On and On / The Bottom Line (EP)
- 1986 : Gimme Some Lovin' / On and On (single)
- 1986 : MAD (mini-album)
- 1991 : Heads Up (mini-album)

### Principales compilations
- 1981 : Brute Force (MCA 3074) (contient Let It Rip)
- 1981 : Lead Weight (Neat 1000) (contient Inquisitor)
- 1985 : The Devil's Carrion (Rawpower, LP003) (compilation des trois premiers albums et de singles)
- 1989 : Ultimate Revenge 2 (Combat Records) (Split Live avec Forbidden, Faith Of Fear, Deat et Dark Angel, contient Into the Jaws of Death et Gimme A Break).
- 1992 : Radio Hell: The Friday Rock Show Session' (Raw Fruit) (Split Live avec Venom et Warfare, contient Lambs to the Slaughter, Hold Back the Fire, Hard Ride et Chainsaw, Live à la BBC en 1981)
- 1990 : Unreleased Tracks (Teichiku, TECP 25450) (compilation japonaise d'inédits provenant des E.P. et singles)
- 1993 : Mind Over Metal (Success, 16088CD ; compilation des 3 premiers albums)
- 1999 : Raw Tracks (Massacre, MAS CD0194)(Compilation de démos, live, bootlegs)
- 2002 : All Systems Go! - The Neat Anthology (Neat)
- Deeper Into The Vault (Megaforce) (contient Take It Away (Live) des sessions du Live at the Inferno)

### Bootlegs
- 2004 : For the Future / Live in Edinburgh 1981
- 2005 : Lunatics Revenge / Recorded Live at Harpo’s Detroit, Mi., 1984

## Filmographie
- 2004 : For the Future / Live in Edinburgh 1981 (Metal Print, MTL002DVD)
- Live '81 (DVD Bootleg)

### Autres sources écrites
- MACMILLAN Malc, The N.W.O.B.H.M. Encyclopedia, p. 467-473, Iron Pages, 2005.
- Livret de l'album Rock Until You Drop, réédition CD Sanctuary / Neat Records, 2002, 12 pages.
- Livret de l'album Wiped Out, réédition CD Sanctuary / Neat Records, 2002, 12 pages.